# Kohei Ezaki
Kohei Ezaki (江崎 孝坪 Ezaki Kōhei?, riktigt förnamn 孝平, född 15 juni 1904, död 27 juni 1963), var en japansk Nihongamålare från Takatō, Nagano. Han var lärjunge till Seison Maeda.
Han var också verksam inom filmindustrin som art director och kostymtecknare, och nominerades för en Oscar för bästa kostym för sitt arbete med Akira Kurosawas film De sju samurajerna (1954).